# Silla (opera)
 For alternative betydninger, se Silla. (Se også artikler, som begynder med Silla)
Silla (HWV 10) er en opera seria (benævnt dramma per musica) i tre akter af Georg Friedrich Händel. Den italienske libretto er skrevet af Giacomo Rossi. Historien omhandler den romerske general Lucius Cornelius Sulla (138-78 f.Kr.) og er baseret på Plutarchs De parallelle liv.
Operaen synes at have været et pièce d'occasion, der muligvis kun er blevet opført én gang. Musikken blev genanvendt i Händels senere opera Amadigi di Gaula.

## Opførelseshistorie
Den første opførelse kan have fundet sted den 2. juni 1713. En dedikation fra librettisten, Rossi, til den franske ambassadør, Duc d'Aumont, er dateret således. Anthony Hicks mener, at der kan have været tale om en privat opførelse på Queen's Theatre i London, men ifølge Amadeus Almanac fandt premieren sted i Burlington House.

## Roller
| Rolle                          | Stemmetype    | Originalbesætning, 2. juni 1713 (Dirigent: Georg Friedrich Händel) |
| ------------------------------ | ------------- | ------------------------------------------------------------------ |
| Silla (Lucius Cornelius Sulla) | Tenor         |                                                                    |
| Metella                        | Sopran        |                                                                    |
| Lepido (Lepidus)               | Soprankastrat | Valeriano Pellegrini                                               |
| Flavia, Lepidos kone           | Sopran        | Francesca Margherita de L'Epine                                    |
| Claudio (Claudius)             | Altkastrat    |                                                                    |
| Celia                          | Sopran        | Maria Manina-Fletcher-Seedo                                        |
| Guden                          | Bas           |                                                                    |
| Scabro (Scabrus)               | Tavs rolle    |                                                                    |
| Mars                           | Tavs rolle    |                                                                    |

## Diskografi
London Handel Orchestra
- Dirigent: Denys Darlow
- Sangere: James Bowman (Silla), Joanne Lunn (Lepido), Simon Baker (Claudio), Rachel Nicholls (Metella), Natasha Marsh (Flavia), Elizabeth Cragg (Celia), Christopher Dixon (Guden)
- Dato: 11. april 2000
- Label: Somm Recordings – 227-8 (CD)